# Oglala

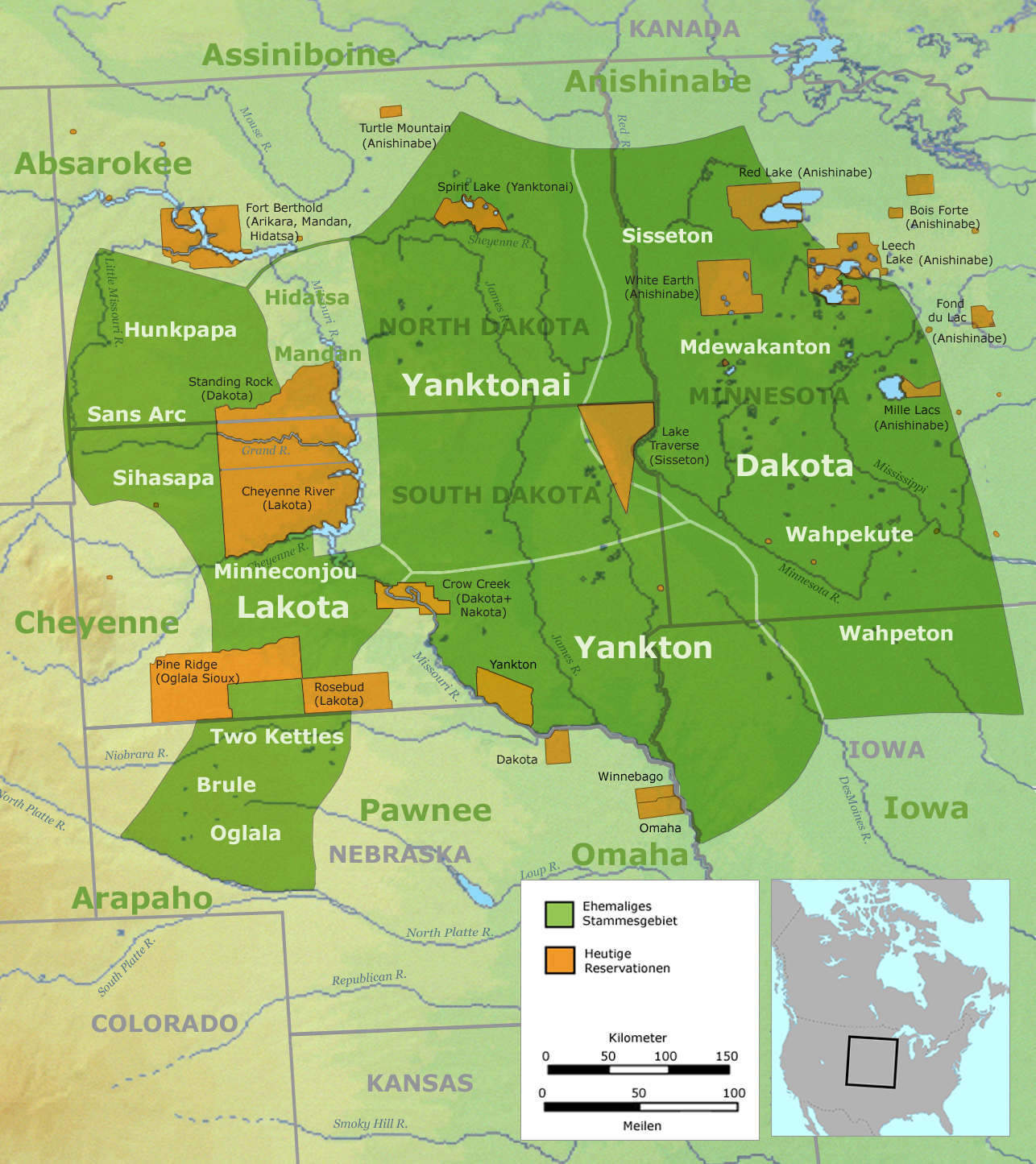
Ehemalige Stammesgebiete der Sioux-Gruppen (grün): der Lakota (inklusive der Oglala), der benachbarten Nakota (Yanktonai und Yankton) sowie Dakota-Stämme und heutige Reservationen (orange)

Die Oglala sind einer der sieben Unterstämme der Lakota aus der Sioux-Sprachfamilie. 

## Hintergrund
Der Name Oglala bedeutet in etwa Die ihre Habe verschleudern. Die Oglala waren im Jahre 2013 mit über 46.000 registrierten Stammesmitgliedern der volkreichste und bekannteste Stamm der Lakota und haben den Freiheitskampf der Ureinwohner der Plains maßgeblich mitbestimmt.
Über keinen Stamm der Lakota ist mehr geschrieben worden als über die Oglala. Sie waren die ersten Lakota, die nach Westen vordrangen und bereits um 1780 den Missouri überschritten, um sich zwischen diesem Fluss und den Black Hills niederzulassen. Ihre Nachkommen findet man heute überwiegend in der Pine Ridge Reservation im südwestlichen South Dakota.
Die Oglala bilden einen der sieben Lakota-Stämme; die anderen sechs Stämme heißen Brulé, Hunkpapa, Minneconjou, Sans Arc, Sihasapa und Two Kettles. In der Mitte des 19. Jahrhunderts lag ihr Stammesgebiet im westlichen Nebraska, wo sie wie fast sämtliche Ureinwohner der Plains hauptsächlich von der Büffeljagd lebten und als Nomaden in Tipis wohnten.

## Gruppen der Oglala
Die Oglala werden oft zusammen mit den Brulé als Southern Lakota bezeichnet und unterteilten sich in folgende Gruppen:
- Oyúȟpe Thiyóšpaye

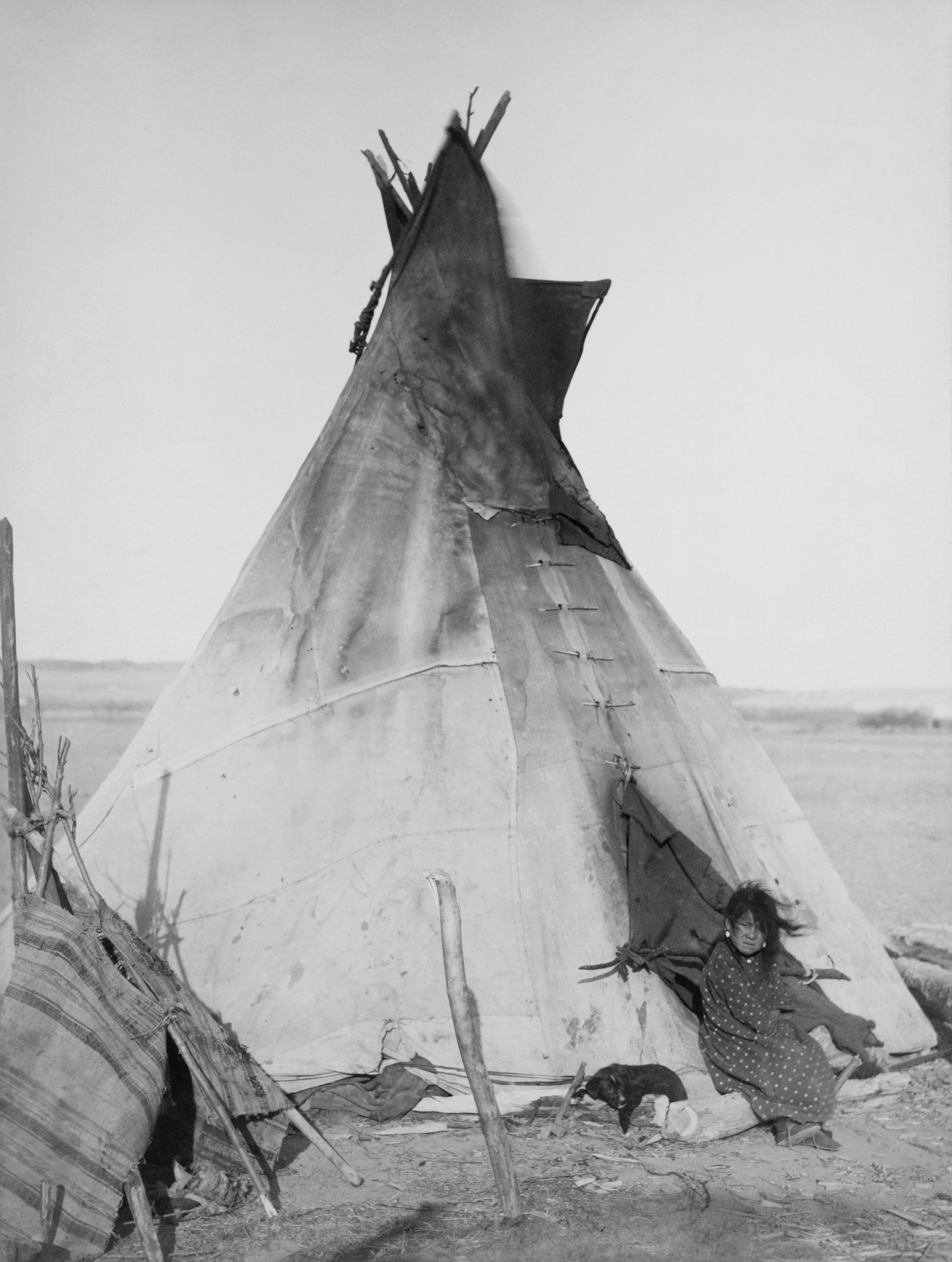
Oglalamädchen vor einem Tipi, Foto von John C. H. Grabill (1891)

  - True Oyúȟpe (Oyúȟpe - ‘Broken Off’, führende Gruppe)
  - Wakȟáŋ (‘Holy’)
  - Makȟáiču
- Oglála Thiyóšpaye
  - True Oglála
  - Čhaŋkȟahuȟaŋ
  - Hokayuta
  - Húŋkpathila
  - Itéšiča (‘Bad Face’)
  - Payabya (‘Shove Aside’)
  - Waglúȟe
- Khiyáksa Thiyóšpaye
  - True Khiyáksa
  - Kuinyan
  - Tȟaphíšleča (‘Spleen’, ‘Melt’)

## Geschichte

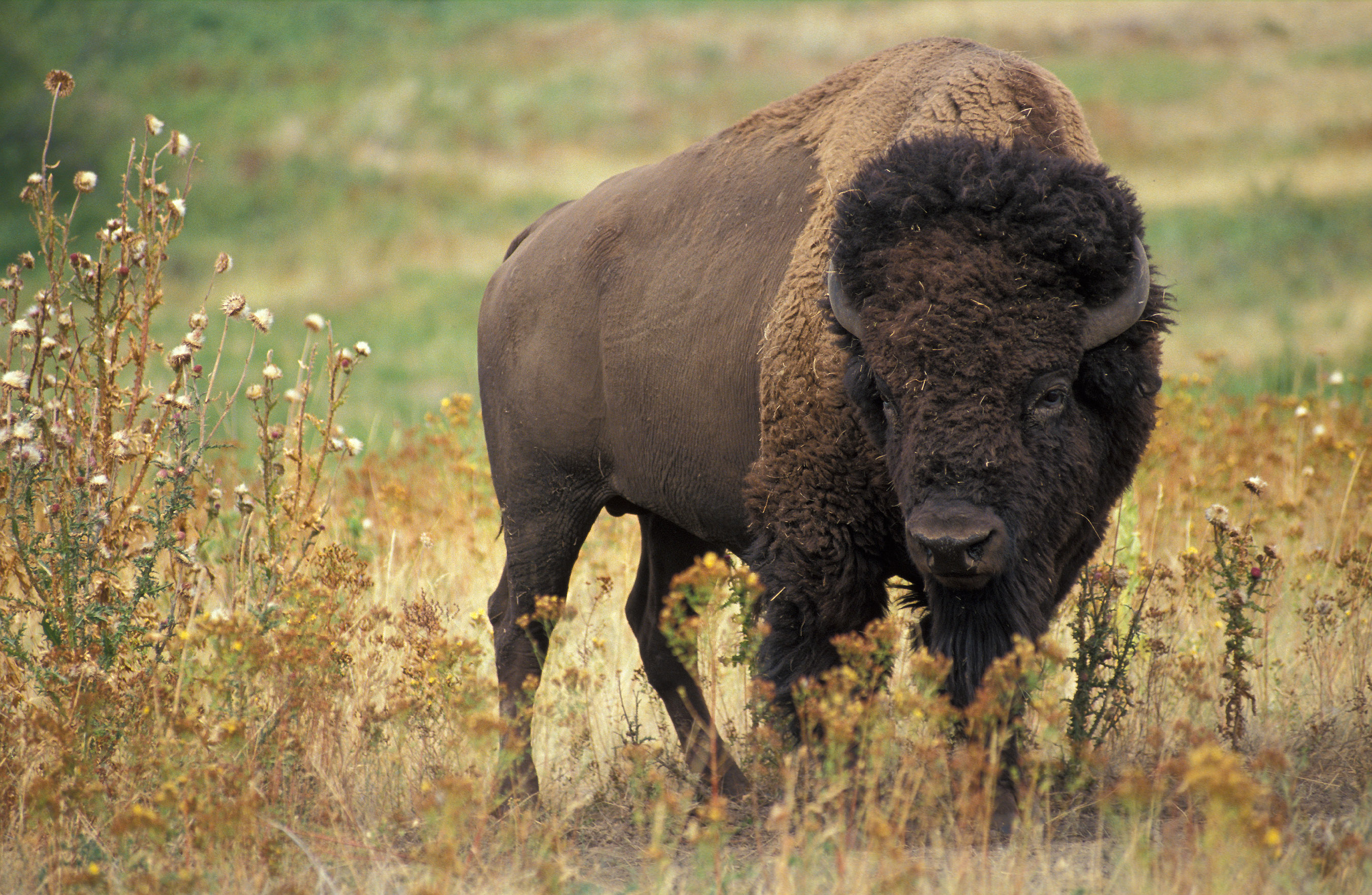
Amerikanischer Bison

Die ersten Informationen über die Oglala kommen von Lewis und Clark im Jahr 1806, als sie den Stamm zwischen Cheyenne und Bad River am Missouri als nördliche Nachbarn der Brulé besuchten und nur 450 Stammesmitglieder zählten. 20 Jahre später jedoch wurde von 1.500 Angehörigen berichtet, weil sich einige Gruppen der Brulé, Sihasapa und Yanktonai den Oglala angeschlossen hatten. Um 1825 bewohnten sie beide Ufer des Bad Rivers zwischen dem Missouri und den Black Hills. Ihr wichtigster Handelsplatz (Rendezvous) lag an der Mündung des Bad Rivers in den Missouri, wo sie Pelze gegen Gebrauchsgüter tauschen konnten. Um 1835 zogen sie nach Südwesten an den Oberlauf des North Platte River, um sich die reichen Jagdgründe der Pawnee anzueignen. Zu Beginn der 1850er Jahre schob sich die Siedlungsgrenze der Europäer (engl. Frontier) bis in das Gebiet der Lakota nach Westen und es kam zu ersten Konflikten zwischen Indigenen und Weißen.
Im Spätsommer 1854 kam es zum Grattan-Massaker zwischen einer US-Einheit unter Lieutenant John Grattan und Oglala- und Brulé-Kriegern, bei dem 29 Soldaten ihr Leben verloren. Dieses Ereignis erhielt von der amerikanischen Presse die Bezeichnung Grattan Massaker und war Teil einer großangelegten antiindianischen Presse-Kampagne in den USA dieser Zeit. Es war der erste bewaffnete Konflikt zwischen der US-Armee und Indianern im Westen.

### Red-Cloud-Krieg

Porträt von Red Cloud im Jahre 1880

1862 wurde in Montana Gold gefunden, deshalb baute man den Bozeman Trail, der quer durch die Jagdgründe der Indianer zu den Goldfeldern führte. Weil die indianischen Angriffe gegen durchziehende Goldsucher und Siedler überhandnahmen, errichtete die Armee 1865 nach Beendigung des Bürgerkriegs eine Kette von Forts entlang des Bozeman Trails. Im Red-Cloud-Krieg (1866–1868), benannt nach dem Oglala-Häuptling Red Cloud (Rote Wolke), griffen verbündete Lakota, Northern Cheyenne und Arapaho vornehmlich diese Forts an. Höhepunkt des Konflikts war das Fetterman-Gefecht, als 81 Soldaten unter Captain William J. Fetterman von Oglala-Kriegern unter Crazy Horse getötet wurden. Nach zwei Jahren erbitterter Kämpfe zogen sich die US-Truppen resigniert zurück. Im Jahr 1868 boten die USA Red Cloud in Fort Laramie einen Vertrag an, der den Indianern das Gebiet um den Powder River einschließlich der Black Hills zusicherte. Red Cloud unterzeichnete und versprach, niemals wieder gegen die Weißen zu kämpfen. Er hielt sein Wort bis zu seinem Tod und blieb der einzige indianische Führer im Westen, der einen Krieg gegen die US-Armee gewann.

### Schlacht am Little Bighorn

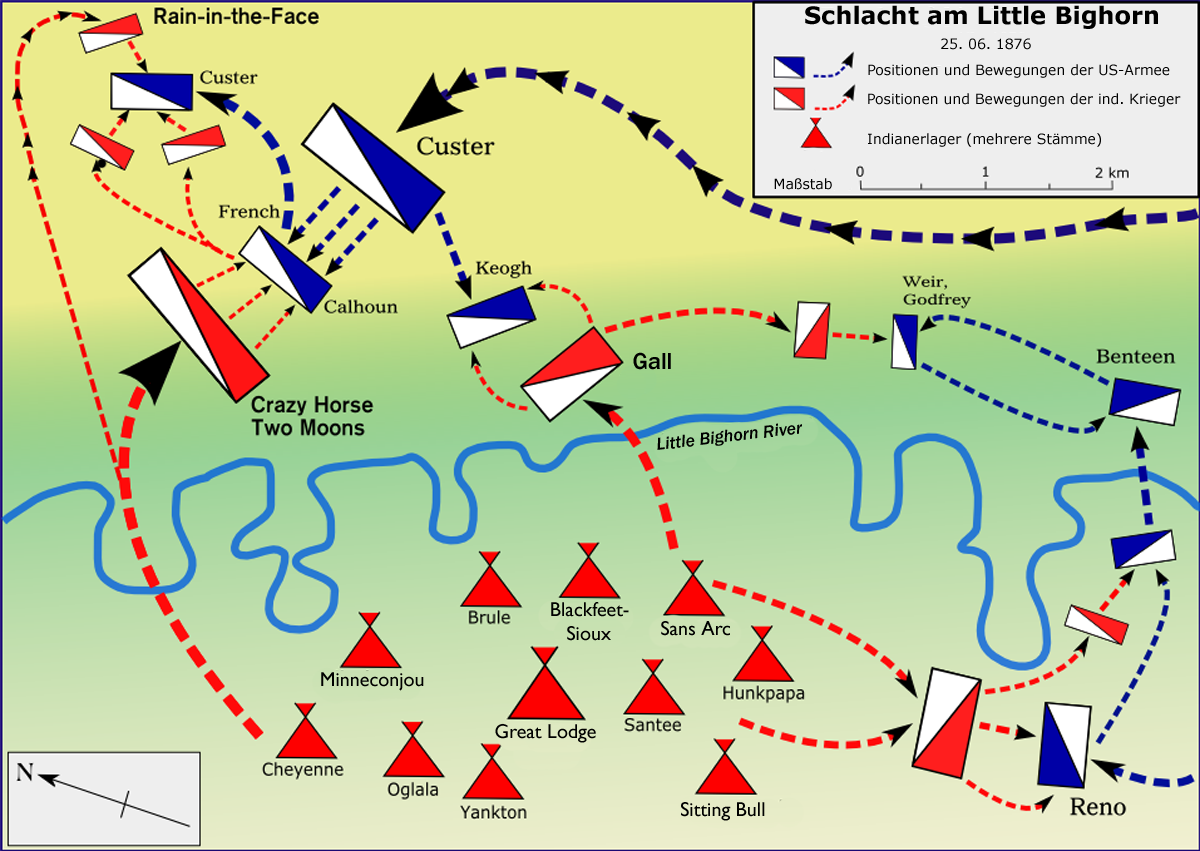
Schauplatz der Schlacht am Little Bighorn.

Acht Jahre lang hatte der Vertrag Bestand. Bald jedoch waren Gerüchte über Goldfunde in den Black Hills im Umlauf. 1874 kamen Goldsucher unter dem Schutz der US-Armee in die heiligen Berge. Dieser Vertragsbruch brachte den Krieg in die nördlichen Plains zurück. Am 9. Dezember 1875 wurden alle außerhalb von Reservationen lebenden Indianer aufgefordert, sich bei einer der Indianer-Agenturen zu melden, um auch ihnen Reservationen zuzuweisen. Die Lakota unter ihren Führern Sitting Bull, Crazy Horse und Gall leisteten Widerstand und fügten den US-Soldaten weiterhin hohe Verluste zu. Im Juni 1876 wurde von Scouts ein großes Indianerlager am Little Bighorn River in Montana entdeckt. Die siebte US-Kavallerie unter Lieutenant Colonel George Armstrong Custer war als erste zur Stelle und griff die indianische Streitmacht sofort an. Die vereinigten Lakota und Northern Cheyenne unter ihren Häuptlingen Sitting Bull und Crazy Horse brachten den Angreifern in der Schlacht am Little Bighorn eine vernichtende Niederlage bei. Custers Regiment wurde bis auf den letzten Mann ausgelöscht.
Im Winter 1876/77 verblasste jedoch der Glanz des Sieges am Little Bighorn angesichts der ständigen Angriffe der weißen Soldaten, der Hungersnot und der bitteren Kälte. Am 8. Mai 1877 ergab sich Crazy Horse der Armee in Fort Robinson in Nebraska. Er hatte eingesehen, dass sein Volk, durch Kälte und Hunger geschwächt, nicht mehr weiterkämpfen konnte und wurde bald darauf bei einem Handgemenge von Militärwachen erstochen. Die hoffnungslose Situation in den Vereinigten Staaten zwang Sitting Bull und seine Hunkpapa-Krieger, nach Kanada zu fliehen. Dort bemühte er sich vergeblich um Asyl sowie Landrechte und kehrte 1881 resigniert in die USA zurück. Bis zu seinem Tod 1890 lebte er in der Standing Rock Reservation in South Dakota.

### Wounded Knee

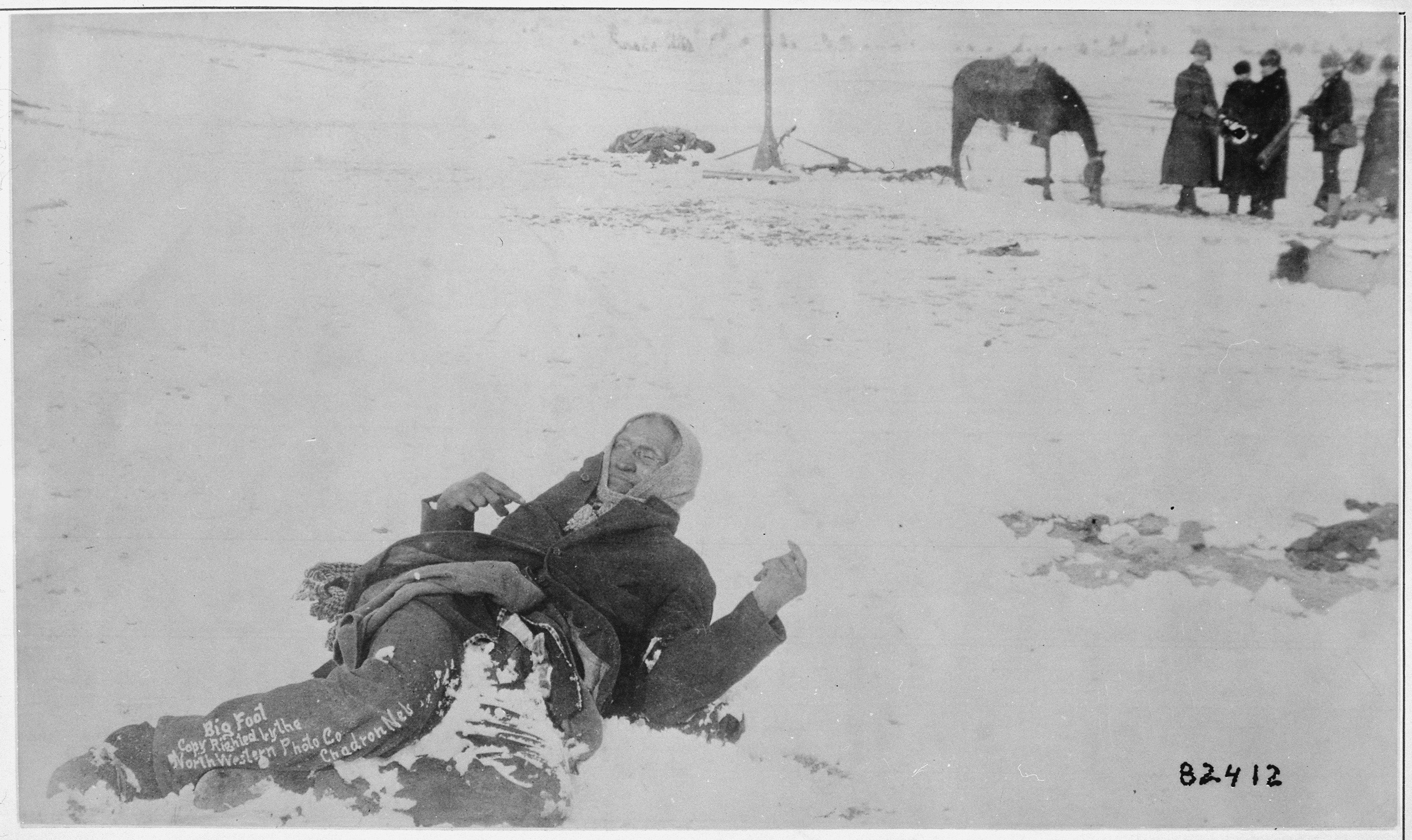
Häuptling Spotted Elk (in der Literatur auch Big Foot genannt) tot im Schnee bei Wounded Knee (29. Dezember 1890)

Verzweifelt über ihre hoffnungslose Situation wandten sich die letzten freien Stämme einer religiösen Bewegung, dem Geistertanz, zu. Bei den Paiute erschien ein Prophet namens Wovoka, der die Vertreibung der Weißen, die Wiederkehr der Büffel und der traditionellen Lebensweise verkündete. Auch viele Lakota suchten Zuflucht im Geistertanz. Die Behörden befürchteten einen neuen Aufstand der Indianer und erklärten jeden als feindselig, der außerhalb einer Reservation aufgegriffen wurde. Eine Gruppe halbverhungerter Minneconjou mit ihrem Häuptling Big Foot wurde bei eisiger Kälte im Dezember 1890 von einer Einheit der US-Armee gestellt und gezwungen, ihr Lager am Wounded Knee Creek in South Dakota aufzuschlagen. Rund um das Indianerlager kampierten die Soldaten und brachten ihre Hotchkiss-Kanonen in Stellung. Am folgenden Morgen durchsuchten die Soldaten die Tipis nach Waffen. Dabei löste sich ein Schuss, die Soldaten gerieten in Panik und schossen mit Kanonen auf die wehrlosen Gefangenen. Etwa 200 Sioux verloren beim Massaker von Wounded Knee ihr Leben, darunter war auch Häuptling Spotted Elk oder Big Foot. 25 US-Kavalleristen starben ebenfalls, zumeist von Kugeln der eigenen Männer getötet, die in dem entstandenen Chaos ihre Ziele verfehlten. Dieses Blutbad war der Schlusspunkt der Indianerkriege im amerikanischen Westen.

## Heutige Situation
Heute wird jedes Jahr am 29. Dezember der Opfer des Massakers am Wounded Knee Creek durch Nachkommen der Lakota auf der Pine Ridge Reservation des Oglala Sioux Tribe in South Dakota gedacht. 1973 erlangten die Pine-Ridge-Oglala erneut Aufmerksamkeit durch die Besetzung der Ortschaft Wounded Knee. Die Volkszählung aus dem Jahr 2000 ergab, dass 22.157 Oglala in der Pine Ridge Reservation lebten – jedoch reichen die Schätzungen bis zu 35.000 Stammesmitgliedern. Ein bekannter zeitgenössischer Oglala ist Billy Mills, der 1964 Olympiasieger im 10.000-m-Lauf wurde.

Mehrere Lakota-Indianer (aus Pine Ridge) aus den Vereinigten Staaten und der Artist Gustav Grade, 2. von links, arbeiteten für Sarrasani, 1931–1932.

Die gewaltsame Verfolgung des Stammes, die Ächtung ihrer Kultur und die vollkommene Entziehung der traditionellen Lebensgrundlagen haben zu einer kulturellen Entwurzelung geführt, die es dem Einzelnen äußerst schwer macht, sich mit seinem Volk zu identifizieren. Apathie, Resignation und Depression sind das Ergebnis dieser Geschichte. 60 % der Lakota leben unterhalb der offiziell festgesetzten Armutsgrenze. Die Arbeitslosigkeit liegt bei 85 %, und ebenso hoch wird die Alkoholikerrate vermutet. Das Pine-Ridge-Reservat weist innerhalb der USA die höchste Zahl an Diabetes-, Herz- und Krebserkrankungen sowie eine erschütternd hohe Selbstmord- und Säuglingssterblichkeitsrate auf. Es ist an der Tagesordnung, dass bis zu 40 Personen auf einer Wohnfläche von 50 m² leben müssen.
75 Prozent der Haushalte auf Pine-Ridge bestreiten ihren Lebensunterhalt durch verschiedene Formen der Subsistenzwirtschaft wie Jagd auf Kleinwild, Sammeln traditioneller Nahrungsmittel oder (seltener) etwas Gartenbau. Neben der Selbstversorgung werden diese Erzeugnisse auch an andere Lakota-Familien oder in den Städten um das Reservat verkauft.

## Heutige Stämme der Oglala
Heute gehören die Oglala, zusammen mit Angehörigen anderer Sioux-Stämme, folgenden zwei auf Bundesebene anerkannten Stämmen (federally recognized tribes) an:
Vereinigte Staaten – South Dakota
- Oglala Sioux Tribe[5] (auch Oglala Lakota Nation, die Pine Ridge Reservation (Wazí Aháŋhaŋ Oyáŋke oder Oglala Oyanke) mit Verwaltungssitz Pine Ridge und ca. 11.000 km² Fläche, liegt im Südwesten von South Dakota an der Grenze zu Nebraska, der White River durchfließt diese im Westen und bildet die Grenze im Norden, im äußersten Nordwesten grenzt sie an den Cheyenne River, das Reservat gilt als der ärmste Landstrich innerhalb der USA, die Arbeitslosenquote in dem Reservat liegt bei 85 %, im Reservat befindet sich die Gedenkstätte sowie der Ort des Massakers von Wounded Knee als auch Teile des Badlands-Nationalparks, Stammesgruppe: Lakota, Stämme: Oglala, einige Upper Brulé (Heyata Wicasa Oyate – ‘Highland People’), ca. 35.000 bis 40.000 Stammesmitglieder (Weiße und Indianer, davon ca. 50 % Sioux), leben im Reservat, ein Drittel der Reservatsbewohner geben Lakȟótiyapi als ihre Muttersprache an)
- Rosebud Sioux Tribe of the Sicangu Oyate[6] (auch Sičháŋǧu Oyate, Sicangu Lakota oder Upper Brulé Sioux Nation, die Rosebud Indian Reservation mit dem Verwaltungssitz Rosebud, umfasst ca. 3.571 km² im äußersten Süden von South Dakota und grenzt hier an die South Dakota-Nebraska-Grenze, im Osten durchfließen der Keya Paha River und im Westen der Little White River das Reservat, Stammesgruppe: Lakota, Stämme: Upper Brulé (Heyata Wicasa Oyate - ‘Highland People’), Brulé of the Platte, einige Oglala sowie einige mit Dakota-Ponca-Abstammung, die sich heute als Ponca[7] identifizieren, Stammesmitglieder gesamt (Weiße und Indianer): 20.481 (davon 18.443 Sioux), hiervon leben 10.869, darunter 9.809 Sioux, im Reservat)

## Bekannte Oglala
- Tȟašúŋke Witkó bzw. Crazy Horse (* um 1840; † 5. September 1877)
- Šúŋka Bloká bzw. He Dog (* um 1838; † 1936)
- Mílahaŋska Tȟašúŋke Ikíču bzw. American Horse I (* um 1830; † 9. September 1876)
- Wašíču(ŋ)-Tȟašúŋke bzw. American Horse II (* um 1840; † 16. Dezember 1908)
- Matȟó Wanáȟtaka bzw. Kicking Bear (* 18. März 1846; 18. Mai 1904)
- Tȟaópi Čík’ala bzw. Little Wound (* um 1835; † Winter 1899)
- Šóta bzw. Old Chief Smoke (* Oktober 1774; † September 1864)
- Maȟpíya Lúta bzw. Red Cloud (* 1. Dezember 1822; † 10. Dezember 1909)
- Siŋté Máza bzw. Iron Tail (* um 1842; † 29. Mai 1916)
- Čhetáŋ Kiŋyáŋ bzw. Flying Hawk (* März 1854; † 24. Dezember 1931)
- Itȟáŋka bzw. Big Mouth (* um 1822; † 29. Oktober 1869)
- Tȟašúŋke Kȟokípȟapi bzw. Young-Man-Afraid-of-His-Horses (They-Fear-His-Horse; * um 1836; 13. Juli 1893)
- Heȟáka Sápa bzw. (Nicholas) Black Elk (* 1863; † 19. August 1950)